# School van Nisibis
De School van Nisibis (Syrisch: ܐܣܟܘܠܐ ܕܢܨܝܒܝܢ) was een belangrijk onderwijsinstituut in de late oudheid, gevestigd in Nisibis (het huidige Nusaybin, Turkije). De school speelde een cruciale rol als spiritueel en intellectueel centrum van de vroege Syrische kerk. Net als de Academie van Gondesjapoer wordt de school soms beschouwd als een van de eerste universiteiten ter wereld. De school had drie primaire afdelingen: theologie, filosofie en geneeskunde.  

## Geschiedenis
De School van Nisibis werd rond 350 gesticht door Jakob van Nisibis, naar het model van de school van Diodorus van Tarsus in Antiochië. Het bevond zich in een strategisch gebied: in het centrum van de Syrisch-sprekende wereld, maar nog binnen het Romeinse Rijk, dat net het christendom had omarmd.  

### Verplaatsing naar Edessa
In 363 kwam Nisibis onder Perzisch bewind, waardoor de christelijke gemeenschap onder druk kwam te staan. De theoloog Efrem de Syriër verliet samen met een groep leraren de stad en vestigde zich in Edessa, waar hij de leiding over de School van Edessa overnam. Dit instituut zou vervolgens een cruciale rol spelen in de verspreiding van het christelijk onderwijs in de regio.  

### Terugkeer naar Nisibis
Na het Nestoriaanse Schisma in de 5e eeuw werd de School van Edessa in 489 gesloten door de Byzantijnse keizer Zeno, omdat haar leerstellingen als nestoriaans en daarmee ketters werden beschouwd. De docenten en studenten vluchtten daarop naar Nisibis, waar de school opnieuw werd opgericht en uitgroeide tot het voornaamste intellectuele centrum van de Oost-Syrische Kerk.  

## Curriculum en invloed
De School van Nisibis stond bekend om haar grondige studies en had drie hoofdafdelingen:  
- Bijbelexegese
- Aristotelische filosofie
- Geneeskunde

De onderwijsstijl was gebaseerd op dialectiek en discussie, wat vergelijkbaar was met de Griekse filosofische scholen. De invloed van de school reikte tot ver in het Sassanidische Rijk, Centraal-Azië en zelfs China via de Zijderoute.  

## Sluiting en nalatenschap
In de 7e eeuw verloor de school haar prominente status door de opkomst van de islam en de politieke veranderingen in de regio. Uiteindelijk werd de school gesloten, maar haar intellectuele tradities leefden voort in Syrisch christelijke onderwijsinstellingen in Perzië, India en verder.